# Solvòlisi
Una solvòlisi és una reacció química en la qual el dissolvent, com ara l'aigua o l'etanol, és un dels reactius i es troba present en una quantitat molt superior a la de l'altre reactiu, que és el solut. Habitualment són reaccions de substitució, això és, reaccions en les quals un àtom o un grup d'àtoms d'una molècula són reemplaçats per un altre àtom o grups d'àtoms.
Solvòlisi és un mot compost de "solvo", que prové de solvent o dissolvent, i del mot grec λύσις, "lysis", que significa ruptura o dissociació.
En química orgànica, els processos solvolítics més comuns són els que ocorren en aigua, alcohols, amines i àcids, mentre que en química inorgànica, especialment pel que fa als composts de coordinació, fins i tot els solvents apròtics capaços d'actuar com a lligands (èters, derivats halogenats, nitrils, etc.) poden efectuar solvòlisis.

Solvòlisi d'una amida per part de l'aigua